# Kościół Miłosierdzia Bożego w Cieciułowie
Kościół Miłosierdzia Bożego – rzymskokatolicki kościół parafialny położony we wsi Cieciułów (gmina Rudniki). Kościół należy do parafii Miłosierdzia Bożego w Cieciułowie w dekanacie Praszka (archidiecezja częstochowska).

## Historia kościoła
Powołanie parafii w 1986, wiązało się również z budową kościoła. Początkowo parafianie wybudowali barak-kaplicę, która służyła przez kilka lat jako tymczasowy Dom Boży. Na początku lipca 1987 proboszczem parafii został ksiądz Janusz Bacia. W tym czasie została wybudowana plebania, a pod koniec lat 80. XX wieku rozpoczęto budowę kościoła parafialnego. 24 czerwca 1989 metropolita częstochowski, ks. biskup Stanisław Nowak, dokonał wmurowania kamienia węgielnego oraz poświęcił fundamenty. 15 sierpnia 1990 ks. bp Miłosław Kołodziejczyk poświęcił mury świątyni oraz dzwonnicę wraz z trzema dzwonami. Dzwony otrzymały imiona: „Andrzej”, „Agnieszka” i „Jan”. Na początku 1991 przy kościele parafialnym założono cmentarz. W 1992 zakończono budowę parafialnej świątyni, którą 6 września 1992 ks. arcybiskup Stanisław Nowak uroczyście konsekrował.
W I dekadzie XXI wieku, prace przy kościele objęły m.in.: wymianę nagłośnienia oraz okien, ocieplenie stropu, założenie ogrzewania. Dobudowano również kruchtę oraz wstawiono nowe drzwi wejściowe. Wnętrze świątyni zostało pomalowane, ponadto urządzono kaplicę przedpogrzebową.